# Locomotive électrique à vapeur
 (octobre 2024).
Si vous disposez d'ouvrages ou d'articles de référence ou si vous connaissez des sites web de qualité traitant du thème abordé ici, merci de compléter l'article en donnant les références utiles à sa vérifiabilité et en les liant à la section « Notes et références ».

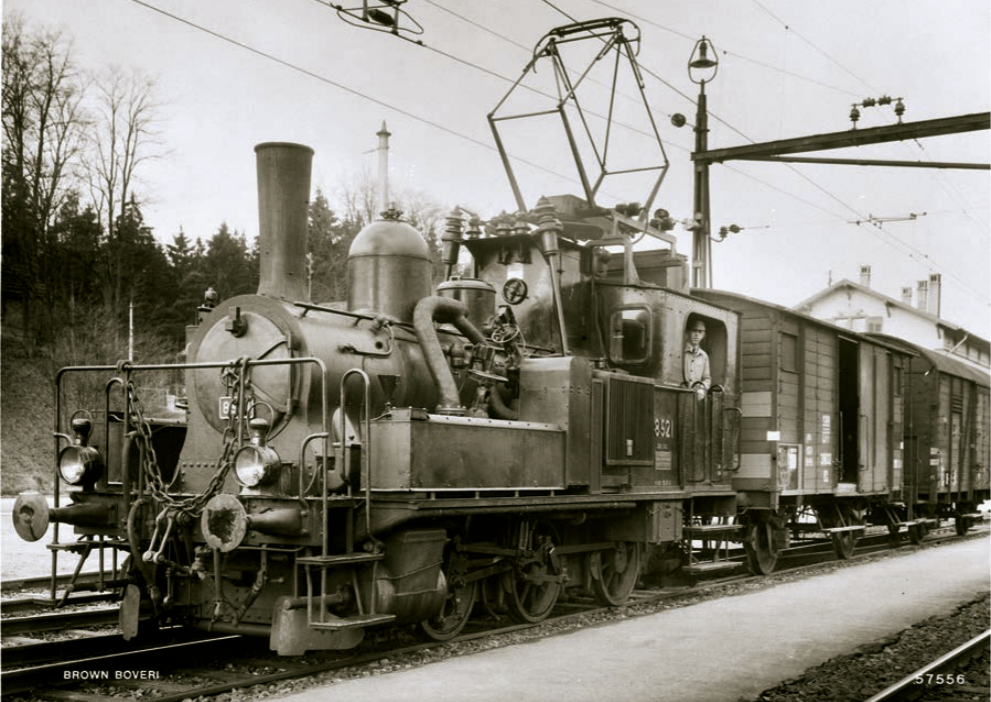
La locomotive suisse E 3/3 8521 en février 1943. Le pantographe et le chauffage électrique de la chaudière sont bien visibles.

Une locomotive électrique à vapeur est une locomotive à vapeur qui utilise de l'électricité pour chauffer l'eau de sa chaudière, afin de produire de la vapeur. L'électricité est utilisée pour remplacer la combustion d'un carburant dans le foyer. 
Ce type de locomotive est très inhabituel ; sa conception et son modèle économique ont un intérêt seulement dans des conditions très particulières. Normalement, il est beaucoup plus efficace de construire et d'utiliser une locomotive électrique. Toutefois, le manque de temps et de ressources (en temps de guerre), le manque de charbon ou de carburant similaire, et la présence d'une électricité bon marché et disponible peut faire que la conversion d'une locomotive à vapeur en locomotive à vapeur électrique devient une solution viable.
Le chauffage électrique peut également être utilisé pour faciliter la mise en chauffe ou le maintien en pression de certaines machines.

## Suisse

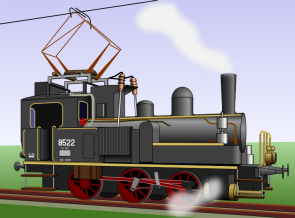
Représentation d'une E 3/3 suisse, locomotive électrique à vapeur.

La Suisse n'a pas de réserves de charbon, mais ses montagnes offrent une hydroélectricité abondante et bon marché. Lors du déclenchement de la Seconde Guerre mondiale, 2 191 km des lignes CFF (73,6 % du réseau) sont électrifiées, alors que le prix du charbon importé d'Allemagne continue de croître.
Afin d'économiser le charbon, les chemins de fer Fédéraux Suisses équipent d'un pantographe deux petites locomotives de manœuvre à vapeur, des 0-3-0 classe E 3/3. L'électricité (15 kV, 16 2⁄3 Hz) est captée via la caténaire, et alimente deux résistances de chauffage, par l'intermédiaire de deux transformateurs, pour une puissance nominale de 480 kW. La  E 3/3 8521 modifiée est mise en service le 13 janvier 1943, suivie par la 8522 11 février 1943.
Les machines avaient une autonomie hors-courant de vingt minutes, comme une locomotive sans foyer, une fois que la chaudière était timbrée à pleine pression.
Le foyer était conservé, permettant le maintien au chaud de braises, lors des exploitations de longue durée sur des voies non-électrifiées. La pompe de circulation d'eau, le circuit de commande et l'éclairage sont alimentés par une batterie chargée à partir d'un redresseur alimenté par l'un des transformateurs.
Le système de chauffe a été capable de produire environ 300 kg de vapeur par heure à 12 atm de pression. Il pèse environ 7 t (augmentant le poids de la locomotive de 35 à 42 t) et permet une économie de 700 à 1 200 kg de charbon par jour de travail. La mise en pression de la locomotive prend environ une heure.
Les radiateurs électriques ont été supprimés en 1951 de la locomotive 8521 et, en 1953 pour la 8522. En 2013, la locomotive E 3/3 8522 est conservée au Sursee-Triengen-Bahn comme une locomotive à vapeur, sans le système électrique.

## Canada
Une demande de brevet canadien pour une électrique-locomotive à vapeur a été accordé en 1992. Le dessin montre une Crampton type 8-4-0 mais son usage est inconnu.

## Pré-chauffage électrique
Une locomotive classique à charbon ou à mazout peut être préparée pour le service en utilisant un système électrique de pré-chauffage externe. Ceci permet à la locomotive d'être mise en pression progressivement au cours de la nuit, de sorte que la locomotive soit prête pour utilisation le matin.
Des locomotives à vapeur de conception avancée, telles que les locomotives à crémaillère du Brienz–Rothorn ou la série 52.80 conçue par Dampflokomotiv- und Maschinenfabrik AG, sont équipés d'appareils de chauffage électrique internes. Cela permet de maintenir la chaudière au chaud pour la nuit ou même de commencer à chauffer automatiquement la machine en début de matinée.

## Modèles réduits
Des systèmes électriques à vapeur sont également utilisés dans certains modèles réduits de locomotives à vapeur. 
En septembre 2003 Hornby commercialise sa première locomotive fonctionnant à la vapeur à l'échelle 00, l'électricité étant captée par les roues au niveau des rails.

### Sources
- Alfred Moser: Der Dampfbetrieb der schweizerischen Eisenbahnen 1847-1966. 4. nachgeführte Auflage. Birkhäuser, Stuttgart, 1967, S. 269.
- Carver, « The Electro-steam story: Kettles on wheels! », The Railway Magazine, vol. 155, no 1300,‎ août 2009, p. 38–39 (ISSN 0033-8923)
- « The Swiss Electric-Steam Locomotives. », Loco locos, 7 janvier 2010